# منهج التسويق المحدد
هي إستراتيجية تسويق هدفها تركيز الجهود على منطقة أو موضوع محدد بإحكام من أجل تحقيق هدف أو غرض محدد. والفكرة هي التحرك السريع بمجرد تحديد أفضل منطقة بالسوق يمكن دخولها وتركيز جهود التسويق العملاء هناك كما تفعل عند التصويب بالبندقية لتصيب عين الثور الحمراء.

## التسويق الفردي
يستهدف التسويق الفردي مجموعة محددة من المشاهدين ثم تنفيذ إستراتيجيات التسويق. وهناك أربعة اتجاهات سوف تدعم النمو المستمر للتسويق الفردي.
- لم يعد أسلوب التسويق «الذي يناسب جميع الأذواق» مناسبًا. فالعملاء لا يريدون أن يتم التعامل معهم على أنهم كتل؛ بل يريدون أن يتم التعامل معهم كأفراد كما هم بما لديهم من احتياجات ومتطلبات متفردة، ويمكن لطريقة التسويق المباشر أن تحقق هذه الرغبة.
- وسيستمر التسويق المباشر والتسويق الشخصي في النمو حتى يحقق احتياجات العملاء الذين لم يعد لديهم وقت يقضونه في التسوق واتخاذ قرارات الشراء، ومع ما يتسم به التسوق المباشر من الطبيعة الشخصية والاستهدافية يمكن للعملاء قضاء وقت أقل في اتخاذ قرارات الشراء.
- يكون المستهلكون مخلصين فقط للشركات والماركات التي تكتسب ولاءهم وتعزز من هذا الولاء في كل مرة يقومون بالشراء. تركز أساليب التسويق الفردي على إيجاد أفضل العملاء للشركة وتكافأهم لإخلاصهم وتشكر لهم أعمالهم.
- وسوف تتراجع مناهج وسائل الإعلام الجماهيرية؛ لأن التقدم بأبحاث التسويق وتكنولوجيا قاعدة البيانات أتاح للعاملين بالتسويق إمكانية جمع معلومات تفصيلية حول عملائهم وليست المعلومات التقريبية التي تقدمها التركيبة السكانية، لكن تكون لديهم أسماء وعناوين محددة. وتقدم التكنولوجيا الجديدة لرجال التسويق الذين يستخدمون أسلوب التسويق الفردي طريقة أكثر فاعلية من ناحية التكلفة حتى يصلوا للعملاء وتتيح للشركات إضفاء الطابع الشخصي على رسائلها. على سبيل المثال تحيي شركة  ALBHM.com كل مستخدم باسمه وتقدم المعلومات التي أبدى المستخدم اهتمامه بها.[3]

## فوائد منهج التسويق المحدد (تجزئة السوق)
في البداية يحدد أسلوب التسويق المحدد في التسويق العملاء المستهدفين في السوق، وهذا الأسلوب له فوائده منها :
- يمكن للعاملين بالتسويق استخدام موارد التسويق الاستخدام الأمثل عن طريق إعداد برامج لشرائح فردية. فهم لا يهدرون هذه الموارد في مطاردة العملاء الذين لم يتم تلبية احتياجاتهم.
- يمكن أن تنافس شركة صغيرة بموارد محدودة بفاعلية في قطاع أو اثنين من قطاعات السوق حيث يمكن للشركة أن تمتد امتدادًا رقيقًا إذا حاولت تلبية احتياجات السوق بالكامل.
- يمكن للشركات تصميم المنتجات التي تلبي احتياجات فئة معينة تمامًا عن طريق استخدام طريقة تقسيم المنتج.
- يمكن استخدام الإعلان بوسائل الإعلام بطريقة أكثر فاعلية؛ لأن الرسائل الترويجية ووسائل الإعلام المختارة يمكن أن تستهدف بشكل محدد كل قطاع من قطاعات السوق.[4]